# Gustavo Munúa
Gustavo Adolfo Munúa Vera (Montevideo, 1978. január 27. –) uruguayi labdarúgó. Jelenleg a  Málaga CF kapusa.

## Karrierje

### Klub
Munúa a fővárosban, Montevideóban született, itt kezdett el játszani, a Nacional csapatában. Itt négyszeres bajnok lett. Az uruguayi góltalansági rekord is az ő nevéhez fűződik, 963 percig nem kapott gólt. Egy másik rekord is az ő nevéhez fűződik, eszerint ő az első kapus az uruguayi bajnokság történetében, aki gólt szerzett. 2002-ben egy, 2003-ban két alkalommal talált a kapuba, tizenegyesből, illetve szabadrúgásból.
2003-ban Európába igazolt, a Deportivo La Coruña játékosa lett. A szerződés a játékos és a csapat között hat évre szólt. Eleinte José Molinával, majd az izraeli Dudu Aouatéval kellett megharcolnia a kezdőcsapatba kerülésért, kevés sikerrel.
2008 januárjában, miután már elsőszámú kapusként számítottak rá, őt és Aouatét is eltiltotta a klub, egy edzés utáni verekedés miatt. Később, a tartalékcsapatból felhozott Fabri tapasztalatlansága miatt, a klub ismét számított rájuk.
A 2008-09-es szezonban, hiába adta el a klub Aouatét, ő ismét csak csere volt, ezúttal a Bilbaótól frissen igazolt Daniel Aranzubia szorította ki a kezdőből. Mindössze egy meccsen jutott szóhoz, miután Aranzubiát az előző fordulóban kiállították.
2009. június 28-án egyéves szerződést írt alá a Málaga CF csapatával. Itt elsőszámú kapusként számítottak rá, a bajnokság összes meccsén játszott.

### Válogatott
A válogatottban 1998-ban, mindössze 20 évesen mutatkozott be. Csereként ott volt a 2001-es Copa Américán és a 2002-es vb-n is.

## Pályafutása statisztikái
| Teljesítmény klubjában | Teljesítmény klubjában | Teljesítmény klubjában    | Bajnokság | Bajnokság | Kupa                   | Kupa                   | Ligakupa        | Ligakupa        | Nemzetközi  | Nemzetközi  | Összesen | Összesen |
| Szezon                 | Klub                   | Bajnokság                 | Mérk.     | Gól       | Mérk.                  | Gól                    | Mérk.           | Gól             | Mérk.       | Gól         | Mérk.    | Gól      |
| Uruguay                | Uruguay                | Uruguay                   | Bajnokság | Bajnokság | Uruguayi labdarúgókupa | Uruguayi labdarúgókupa | Ligakupa        | Ligakupa        | Dél-Amerika | Dél-Amerika | Összesen | Összesen |
| ---------------------- | ---------------------- | ------------------------- | --------- | --------- | ---------------------- | ---------------------- | --------------- | --------------- | ----------- | ----------- | -------- | -------- |
| 1997                   | Nacional               | Primera División Uruguaya | 1         | 0         |                        |                        |                 |                 |             |             |          |          |
| 1998                   | Nacional               | Primera División Uruguaya | 11        | 0         |                        |                        |                 |                 |             |             |          |          |
| 1999                   | Nacional               | Primera División Uruguaya | 11        | 0         |                        |                        |                 |                 |             |             |          |          |
| 2000                   | Nacional               | Primera División Uruguaya | 0         | 0         |                        |                        |                 |                 |             |             |          |          |
| 2001                   | Nacional               | Primera División Uruguaya | 27        | 0         |                        |                        |                 |                 |             |             |          |          |
| 2002                   | Nacional               | Primera División Uruguaya | 33        | 1         |                        |                        |                 |                 |             |             |          |          |
| 2003                   | Nacional               | Primera División Uruguaya | 19        | 2         |                        |                        |                 |                 |             |             |          |          |
| Spanyolország          | Spanyolország          | Spanyolország             | Bajnokság | Bajnokság | Copa del Rey           | Copa del Rey           | Copa de la Liga | Copa de la Liga | Európa      | Európa      | Összesen | Összesen |
| 2003-04                | Deportivo              | La Liga                   | 5         | 0         |                        |                        |                 |                 |             |             |          |          |
| 2004-05                | Deportivo              | La Liga                   | 16        | 0         |                        |                        |                 |                 |             |             |          |          |
| 2005-06                | Deportivo              | La Liga                   | 0         | 0         |                        |                        |                 |                 |             |             |          |          |
| 2006-07                | Deportivo              | La Liga                   | 0         | 0         |                        |                        |                 |                 |             |             |          |          |
| 2007-08                | Deportivo              | La Liga                   | 4         | 0         |                        |                        |                 |                 |             |             |          |          |
| 2008-09                | Deportivo              | La Liga                   | 1         | 0         |                        |                        |                 |                 |             |             |          |          |
| 2009-10                | Málaga                 | La Liga                   | 28        | 0         |                        |                        |                 |                 |             |             |          |          |
| Összesen               | Uruguay                | Uruguay                   | 102       | 3         |                        |                        |                 |                 |             |             |          |          |
| Összesen               | Spanyolország          | Spanyolország             | 54        | 0         |                        |                        |                 |                 |             |             |          |          |
| Karrierje összesen     | Karrierje összesen     | Karrierje összesen        | 145       | 3         |                        |                        |                 |                 |             |             |          |          |